# Yuhina gularis
Yuhina gularis là một loài chim trong họ Zosteropidae.